# Festival Internacional de Cine de Berlín de 1980
La 30ª edición del Festival de Cine de Berlín se llevó a cabo del 18 al 29 de febrero de 1980.
La retrospectiva fue dedicada al director estadounidense Billy Wilder y otro a las películas en 3D. En todo caso, las tensiones del momento en la Guerra Fría, los organizadores decidieron retirar las películas Ninotchka y Uno, dos, tres de la retrospectiva de Billy Wilder. 
Moritz de Hadeln se convirtió en el director del festival y incrementó su expansión del festival.
El Oso de Oro fue otorgado ex-aequo para Heartland, dirigida por Richard Pearce y Palermo o Wolfsburg, dirigida por Werner Schroeter.

## Jurado
Las siguientes personas fueron escogidas para el jurado de esta edición:
Jurado oficial
- Ingrid Thulin, actriz sueca - Presidenta
- Betsy Blair, actriz británica
- Mathieu Carrière, actor francés
- Alberto Isaac, director y guionista mexicano
- Peter Kern, actor austríaco
- Károly Makk, director y guionista húngaro
- Alexander Mitta, director y guionista soviético
- Alexandre Trauner, diseñador de producción francés
- Angel Wagenstein, director y guionista búlgaro

## Películas en competición
La siguiente lista presenta a las películas que compiten por Oso de Oro:
| Título en español             | Título original            | Director(es)                     | País             |
| ----------------------------- | -------------------------- | -------------------------------- | ---------------- |
| Confianza                     | Bizalom                    | István Szabó                     | Hungría          |
| El crimen de Cuenca           | El crimen de Cuenca        | Pilar Miró                       | España           |
| La muerte en directo          | La Mort en direct          | Bertrand Tavernier               | Francia          |
| Der Preis fürs Überleben      | Der Preis fürs Überleben   | Hans Noever                      | RFA              |
| Düşman                        | Düşman                     | Zeki Ökten and Yılmaz Güney      | Turquía          |
| Deutschland bleiche Mutter    | Deutschland bleiche Mutter | Helma Sanders-Brahms             | RFA              |
| Les Bons débarras             | Les Bons débarras          | Francis Mankiewicz               | Canadá           |
| Heartland                     | Heartland                  | Richard Pearce                   | EE.UU.           |
| Hlavy                         | Hlavy                      | Petr Sís                         | Checoslovaquia   |
| Im Herzen des Hurrican        | Im Herzen des Hurrican     | Hark Bohm                        | RFA              |
| Marigolds in August           | Marigolds in August        | Ross Devenish                    | Suráfrica        |
| Marmeladupproret              | Marmeladupproret           | Erland Josephson                 | Suecia           |
| Moscú no cree en las lágrimas | Москва слезам не верит     | Vladimir Menshov                 | URSS             |
| El director de orquesta       | Dyrygent                   | Andrzej Wajda                    | Polonia          |
| Palermo o Wolfsburg           | Palermo oder Wolfsburg     | Werner Schroeter                 | RFA              |
| La danza del cuervo           | Korpinpolska               | Markku Lehmuskallio              | Finlandia        |
| Rod Gröth                     | Rod Gröth                  | Jörg Moser-Metius                | RFA              |
| Rude Boy                      | Rude Boy                   | Jack Hazan y David Mingay        | Reino Unido      |
| Un profesor singular          | Chiedo asilo               | Marco Ferreri                    | Italia           |
| Solo Sunny                    | Solo Sunny                 | Konrad Wolf y Wolfgang Kohlhaase | RFA              |
| Transit                       | טרנזיט                     | Daniel Wachsmann                 | Israel           |
| Le Voyage en douce            | Le Voyage en douce         | Michel Deville                   | France           |
| La viuda de Montiel           | La viuda de Montiel        | Miguel Littín                    | México, Colombia |

## Fuera de competición
- Caligula, dirigido por Tinto Brass (Italia, EE. UU.)
- A la caza (Cruising), dirigido por William Friedkin (EE. UU.)

## Retrospectiva y Homenaje
Las siguientes películas estaban incluidas en la retrospectiva dedicada a Billy Wilder: 
| Título en español                       | Título original                     | Director(s)       | País              |
| --------------------------------------- | ----------------------------------- | ----------------- | ----------------- |
| El gran carnaval                        | Ace in the Hole                     | Billy Wilder      | EE. UU.           |
| Berlín Occidente                        | A Foreign Affair                    | Billy Wilder      | EE. UU.           |
| ¿Qué ocurrió entre mi padre y tu madre? | Avanti!                             | Billy Wilder      | EE. UU., Italia   |
| Ein blonder Traum                       | Ein blonder Traum                   | Paul Martin       | Alemania          |
| El reportero del diablo                 | Der Teufelsreporter                 | Ernst Laemmle     | Alemania          |
| Perdición                               | Double Indemnity                    | Billy Wilder      | EE. UU.           |
| Emil y los detectives                   | Emil und die Detektive              | Gerhard Lamprecht | Alemania          |
| Fedora                                  | Fedora                              | Billy Wilder      | RFA               |
| Cinco tumbas al Cairo                   | Five Graves to Cairo                | Billy Wilder      | EE. UU.           |
| Irma la dulce                           | Irma la Douce                       | Billy Wilder      | EE. UU.           |
| Bésame, tonto                           | Kiss Me, Stupid                     | Billy Wilder      | EE. UU.           |
| Ariane                                  | Love in the Afternoon               | Billy Wilder      | EE. UU.           |
| Curvas peligrosas                       | Mauvaise Graine                     | Billy Wilder      | Francia           |
| Los hombres del domingo                 | Menschen am Sonntag                 | Billy Wilder      | Alemania          |
| Sabrina                                 | Sabrina                             | Billy Wilder      | EE. UU.           |
| Scampolo                                | Scampolo, ein Kind der Straße       | Hans Steinhoff    | Alemania, Austria |
| Con faldas y a lo loco                  | Some Like It Hot                    | Billy Wilder      | EE. UU.           |
| Traidor en el infierno                  | Stalag 17                           | Billy Wilder      | EE. UU.           |
| El crepúsculo de los dioses             | Sunset Boulevard                    | Billy Wilder      | EE. UU.           |
| El apartamento                          | The Apartment                       | Billy Wilder      | EE. UU.           |
| El vals del emperador                   | The Emperor Waltz                   | Billy Wilder      | EE. UU.           |
| En bandeja de plata                     | The Fortune Cookie                  | Billy Wilder      | EE. UU.           |
| Primera plana                           | The Front Page                      | Billy Wilder      | EE. UU.           |
| Días sin huella                         | The Lost Weekend                    | Billy Wilder      | EE. UU.           |
| El mayor y la menor                     | The Major and the Minor'            | Billy Wilder      | EE. UU.           |
| La vida privada de Sherlock Holmes      | The Private Life of Sherlock Holmes | Billy Wilder      | EE. UU.           |
| La tentación vive arriba                | La tentación vive arriba            | Billy Wilder      | EE. UU.           |
| El héroe solitario                      | The Spirit of St. Louis             | Billy Wilder      | EE. UU.           |
| Testigo de cargo                        | Witness for the Prosecution         | Billy Wilder      | EE. UU.           |

Las siguientes películas estaban incluidas en la retrospectiva dedicada al 3D: 
| Título en español              | Título original                | Director(s)      | País              |
| ------------------------------ | ------------------------------ | ---------------- | ----------------- |
| Bwana, diablo de la selva      | Bwana Devil                    | Arch Oboler      | EE. UU.           |
| La mujer y el monstruo         | Creature from the Black Lagoon | Jack Arnold      | EE. UU.           |
| Crinmen perfecto               | Dial M for Murder              | Alfred Hitchcock | EE. UU.           |
| Carne para Frankenstein        | Flesh for Frankenstein         | Paul Morrissey   | EE. UU.           |
| El gorila asesino              | Gorilla at Large               | Harmon Jones     | EE. UU.           |
| Los crímenes del museo de cera | House of Wax                   | Andre DeToth     | EE. UU.           |
| Inferno                        | Inferno                        | Roy Ward Baker   | EE. UU.           |
| Vinieron del espacio           | It Came from Outer Space       | Jack Arnold      | EE. UU.           |
| El fantasma de la calle Morgue | Phantom of the Rue Morgue      | Roy Del Ruth     | EE. UU.           |
| Dynasty                        | 千刀萬里追                     | Mei-Chun Chang   | Taiwán, Hong Kong |
| Shi shan nu ni                 | 十三女尼                       | Mei-Chun Chang   | Taiwán, Hong Kong |
| El mago asesino                | The Mad Magician               | John Brahm       | EE. UU.           |
| The Mask                       | The Mask                       | Julian Roffman   | Canadá            |

## Palmarés
Los siguientes premios fueron entregados por el jurado profesional:
- Oso de Oroː 
  - Heartland de Richard Pearce
  - Palermo o Wolfsburg de Werner Schroeter
- Oso del Plata, Gran Premio del Jurado: Un profesor singular de Marco Ferreri
- Oso de Plata a la mejor dirección: István Szabó por Confianza
- Oso de Plata a la mejor interpretación femenina: Renate Krößner por Solo Sunny
- Oso de Plata a la mejor interpretación masculina: Andrzej Seweryn por El director de orquesta
- Premio 30º Aniversario Oso de Berlín: Marigolds in August de Ross Devenish
- Mención especial:
  - Rude Boy
  - La danza de cuervos
  - Düşman